# NGC 357
NGC 357 ist eine Linsenförmige Galaxie vom Hubble-Typ SB0/a im Sternbild Walfisch südlich der Ekliptik. Sie ist schätzungsweise 109 Millionen Lichtjahre von der Milchstraße entfernt und hat einen Durchmesser von etwa 80.000 Lichtjahren.

Im selben Himmelsareal befinden sich u. a. die Galaxien NGC 347, NGC 349, NGC 350, NGC 355.
Das Objekt wurde am 10. September 1785 von dem deutsch-britischen Astronomen Friedrich Wilhelm Herschel entdeckt.